# Донской, Василий Андреевич
Василий Андреевич Донской (30 января 1912, Москва — 1998, Москва) — советский хоккеист и футболист, хоккейный арбитр всесоюзной (1954) и международной (1964) категории. Участник Великой Отечественной войны.

## Биография
Родился 30 января 1912 года в Москве. В возрасте четырнадцати лет начал свою футбольную карьеру в Николаеве, вскоре после этого переехал в РСФСР и начал карьеру футболиста и хоккеиста в клубах Горького и Кирова. Был мобилизован в армию в связи с началом ВОВ и прошёл всю войну.
После демобилизации начал судить матчи чемпионата страны по хоккею с шайбой, работал в высшей лиге с 1946 по 1974 годы. С 1960 по 1965 год включался в списки лучших арбитров сезона в СССР. Во время судейской карьеры занимал должность старшего методиста на Малой спортивной арене ЦС имени В. И. Ленина.
В 1964 году снялся в роли хоккейного арбитра в фильме «Хоккеисты».
Скончался в 1998 году в Москве.